# اسرا ییلدیز
اسرا ییلدیز (ترکی استانبولی: Esra Yıldız; ۴ ژوئیهٔ ۱۹۹۷) بوکسور زن اهل ترکیه بود.